# Beverly Hills, 90210
Beverly Hills, 90210 (deseori prescurtat Beverly Hills) este un serial dramatic american pentru adolescenți creat de Darren Star și produs de Aaron Spelling sub compania sa de producție Spelling Television. Serialul a rulat timp de zece sezoane pe Fox, între 4 octombrie 1990 și 17 mai 2000. Este primul dintre șase seriale de televiziune din franciza Beverly Hills, 90210. Serialul urmărește viața unui grup de prieteni care trăiesc în Beverly Hills, California, pe măsură ce trec de la liceu la facultate și în lumea adulților. „90210” se referă la unul dintre cele cinci coduri poștale ale orașului.
La apogeul său, 21,7 milioane de telespectatori americani au urmărit aventurile lui Brenda, Brandon, Kelly și Dylan.
Serialul a fost difuzat în România de TVR, la începutul anilor 1990. Ultimele sezoane au fost difuzate la Pro TV.
În 2008, Entertainment Weekly a clasat serialul pe locul 20 într-o ierarhie a celor mai bune 100 de seriale din ultimii 25 de ani.
În 2009, revista americană TV Guide a plasat episodul 21 din primul sezon pe locul 91 într-un clasament al celor mai bune 100 de episoade din seriale de ficțiune ale ultimilor 30 de ani.

## Sinopsis
Brandon și Brenda Walsh tocmai s-au mutat din Minnesota natală, într-o zonă rezidențială luxoasă din Beverly Hills, lângă Los Angeles. Primele zile sunt grele în liceu, unde cei doi nu au prieteni și nu reușesc să atragă simpatia liceenilor.
Brenda o întâlnește pe Kelly, frumoasa blondă (care reprezintă stereotipul californian), inițial superficială, dar care dezvăluie o anumită profunzime atunci când mărturisește că a fost agresată sexual în anii de liceu. Ea o întâlnește și pe Donna, un personaj secundar care a fost puțin băgat în seamă la început. Ambele devin cele mai bune prietene ale ei.
Brandon se împrietenește cu Dylan, băiatul rău cu inima bună, precum și cu Steve și Andrea. Pe parcursul episoadelor, trupa experimentează bucuriile și necazurile adolescenților din anii de liceu.
Personajele se mută apoi la Universitatea din California. Ei experimentează independența și noțiunea de responsabilitate. Sunt introduse personaje noi: Clare Arnolds și mai ales splendida și veninoasa Valerie Malone, „verișoara” lui Brandon și Brenda.

## Filmare
Serialul a fost produs în Van Nuys, Los Angeles, California. Pe parcursul celor 10 ani de producție, serialul a fost filmat într-un complex de depozite din Van Nuys, atât interioarele serialului, cât și exterioarele parcării Peach Pit și intrarea în clubul P.P.A.D. au fost toate situate în blocul 15000 de pe Calvert Street. La această adresă se află în prezent o intrare nemarcată și închisă a studioului, dar fațada exterioară din cărămidă a P.P.A.D. este încă vizibilă pe alee, pe partea laterală a clădirii.
De atunci, complexul de studiouri a găzduit diverse proiecte, inclusiv serialul Jericho, difuzat de CBS în 2006, în care James Eckhouse a fost invitat într-un episod. Până în februarie 2010, serialul CW Melrose Place a fost, de asemenea, produs în studiourile originale 90210 Calvert.
Cea mai mare parte a filmărilor din timpul celui de-al doilea sezon de vară de la Beverly Hills Beach Club a avut loc în Santa Monica, la vechiul Sand and Sea Beach Club. Clubul de plajă folosit în serial a fost același club de plajă care a fost folosit în timpul unui sezon de vară al serialului Salvați de clopoțel.
Locația de filmare pentru West Beverly High School a fost în comunitatea Torrance, la Torrance High School, situată în codul poștal 90501. Liceul Torrance poate fi văzut și în alte seriale, cum ar fi Buffy the Vampire Slayer.
Când personajele din 90210 au început să frecventeze Universitatea California, pe atunci fictivă, în cel de-al patrulea sezon al serialului, scenele din jurul campusului au fost de fapt filmate la Occidental College din Eagle Rock. Casa de pe plajă a lui Kelly și Donna folosită în serial este situată în Hermosa Beach. Golden Oak Ranch, în afara Santa Clarita, a fost de asemenea folosită pentru filmări.

## Personaje
| Personaj         | Actor                  | Sezoane         | Sezoane         | Sezoane         | Sezoane         | Sezoane         | Sezoane         | Sezoane         | Sezoane         | Sezoane         | Sezoane         |
| Personaj         | Actor                  | 1               | 2               | 3               | 4               | 5               | 6               | 7               | 8               | 9               | 10              |
| ---------------- | ---------------------- | --------------- | --------------- | --------------- | --------------- | --------------- | --------------- | --------------- | --------------- | --------------- | --------------- |
| Kelly Taylor     | Jennie Garth           | Principal       | Principal       | Principal       | Principal       | Principal       | Principal       | Principal       | Principal       | Principal       | Principal       |
| Steve Sanders    | Ian Ziering            | Principal       | Principal       | Principal       | Principal       | Principal       | Principal       | Principal       | Principal       | Principal       | Principal       |
| David Silver     | Brian Austin Green     | Principal       | Principal       | Principal       | Principal       | Principal       | Principal       | Principal       | Principal       | Principal       | Principal       |
| Donna Martin     | Tori Spelling          | Principal       | Principal       | Principal       | Principal       | Principal       | Principal       | Principal       | Principal       | Principal       | Principal       |
| Brandon Walsh    | Jason Priestley        | Principal       | Principal       | Principal       | Principal       | Principal       | Principal       | Principal       | Principal       | Principal       | Does not appear |
| Dylan McKay      | Luke Perry             | Principal       | Principal       | Principal       | Principal       | Principal       | Principal       | Does not appear | Does not appear | Episodic        | Episodic        |
| Andrea Zuckerman | Gabrielle Carteris     | Principal       | Principal       | Principal       | Principal       | Principal       | Episodic        | Does not appear | Episodic        | Does not appear | Episodic        |
| Cindy Walsh      | Carol Potter           | Principal       | Principal       | Principal       | Principal       | Principal       | Episodic        | Does not appear | Episodic        | Does not appear | Does not appear |
| Jim Walsh        | James Eckhouse         | Principal       | Principal       | Principal       | Principal       | Principal       | Does not appear | Episodic        | Episodic        | Does not appear | Does not appear |
| Brenda Walsh     | Shannen Doherty        | Principal       | Principal       | Principal       | Principal       | Does not appear | Does not appear | Does not appear | Does not appear | Does not appear | Does not appear |
| Scott Scanlon    | Douglas Emerson        | Principal       | Secundar        | Does not appear | Does not appear | Does not appear | Does not appear | Does not appear | Does not appear | Does not appear | Does not appear |
| Valerie Malone   | Tiffani-Amber Thiessen | Does not appear | Does not appear | Does not appear | Does not appear | Principal       | Principal       | Principal       | Principal       | Principal       | Episodic        |
| Jesse Vasquez    | Mark Damon Espinoza    | Does not appear | Does not appear | Does not appear | Secundar        | Principal       | Does not appear | Does not appear | Does not appear | Does not appear | Does not appear |
| Nat Bussichio    | Joe E. Tata            | Secundar        | Secundar        | Secundar        | Secundar        | Secundar        | Principal       | Principal       | Principal       | Principal       | Principal       |
| Clare Arnold     | Kathleen Robertson     | Does not appear | Does not appear | Does not appear | Secundar        | Secundar        | Principal       | Principal       | Does not appear | Does not appear | Does not appear |
| Ray Pruit        | Jamie Walters          | Does not appear | Does not appear | Does not appear | Does not appear | Secundar        | Principal       | Episodic        | Does not appear | Does not appear | Does not appear |
| Carly Reynolds   | Hilary Swank           | Does not appear | Does not appear | Does not appear | Does not appear | Does not appear | Does not appear | Does not appear | Principal       | Does not appear | Does not appear |
| Noah Hunter      | Vincent Young          | Does not appear | Does not appear | Does not appear | Does not appear | Does not appear | Does not appear | Does not appear | Principal       | Principal       | Principal       |
| Janet Sosna      | Lindsay Price          | Does not appear | Does not appear | Does not appear | Does not appear | Does not appear | Does not appear | Does not appear | Episodic        | Principal       | Principal       |
| Matt Durning     | Daniel Cosgrove        | Does not appear | Does not appear | Does not appear | Does not appear | Does not appear | Does not appear | Does not appear | Does not appear | Principal       | Principal       |
| Gina Kincaid     | Vanessa Marcil         | Does not appear | Does not appear | Does not appear | Does not appear | Does not appear | Does not appear | Does not appear | Does not appear | Principal       | Principal       |